# ACE (파일 포맷)
컴퓨팅에서 ACE는 마르셀 렘케가 개발하고 나중에 e-merge GmbH가 인수한 독점적인 데이터 압축 아카이브 파일 형식이다. 인기가 절정에 달했던 시기는 1999년부터 2001년까지였는데, 당시에는 RAR보다 압축률이 약간 더 좋았으나 이후 RAR이 더 인기를 얻게 되었다.

## WinAce
e-merge GmbH가 유지 관리하는 WinAce는 마이크로소프트 윈도우에서 ACE 파일을 압축하고 압축을 해제하는 데 사용된다. 설치 시 사용자에게 등록비를 지불하거나 WhenU SaveNow 애드웨어를 설치할지 선택할 수 있다. e-merge GmbH는 또한 DOS용 명령줄 ACE를 제작하며, 리눅스 (i386) 및 MacOS용 프리웨어 명령줄 인터페이스 압축 해제 도구인 "Unace"를 제공한다. e-merge GmbH는 또한 개발자를 위한 여러 라이브러리를 제공하는데, 여기에는 "unace.dll"이라는 프리웨어 압축 해제 동적 링크 라이브러리도 포함된다. 일부 타사 아카이버는 이 DLL을 사용하여 형식을 읽을 수 있다. 위에 언급된 것 중 어떤 것도 오픈 소스 자유 소프트웨어가 아니다.
2007년 11월 23일, WinACE 버전 2.69가 출시되었으며, WhenU를 대체하는 덜 침해적인 애드웨어 응용 프로그램인 MeMedia AdVantage가 포함되었다. 이 릴리스에는 다른 주요 변경 사항은 없다.

## 다른 구현체
Unace 1.2b의 이전 버전은 자유 소프트웨어이며 저자 마르셀 렘케에 의해 GPL 라이선스 하에 배포되지만, 버전 2.0 이상 ACE 아카이브는 추출할 수 없다.
ACE 2.0 아카이브를 지원하는 Unace 2.5의 최신 버전은 마르셀 렘케에 의해 제한적인 source available 라이선스로 제공된다.
오래된 독립적인 C 구현체는 디르크 스퇴커의 XAD-Master libxad의 일부이다. ACE 1.0 아카이브 압축 해제에만 제한적으로 사용된다.
2017년 이후로, 다니엘 로에틀리스버거가 만든 BSD 라이선스 파이썬 모듈 및 CLI 유틸리티가 있으며, ACE 2.0 형식 아카이브의 압축 해제를 지원한다.

## 타사 지원
ACE 파일 압축은 독점 정보로 라이선스되어 WinACE를 통해서만 가능하며, ACE 파일 압축 해제는 여러 타사 압축 프로그램에서 지원된다. 그러나 거의 모든 프로그램(ACE 2.x 형식을 지원하는 프로그램)은 e-merge GmbH의 독점 "unace.dll"을 사용하여 이를 수행한다.

## 악성 소프트웨어 배포에 사용
적어도 2015년부터 ACE 아카이브는 이메일을 통해 피해자에게 악성 소프트웨어를 전달하는 데 사용되었다. 이 전략은 인기 있는 압축 소프트웨어가 ACE 아카이브를 압축 해제할 수 있지만, 메일 필터, 웹 콘텐츠 필터 및 바이러스 검사 소프트웨어와 같은 보안 제품에서 ACE 형식에 대한 지원이 일반적으로 미약했기 때문에 가능했다.

## 보안 취약점
2019년 2월, WinRAR 및 기타 압축 제품에서 사용되는 unacev2.dll 라이브러리에서 여러 주요 보안 취약점이 발견되었다. WinACE 지원이 중단되었으므로 사용자들은 WinRAR 및 이 라이브러리를 사용하는 다른 제품에서 ACE 아카이브를 열지 않도록 권고된다. WinRAR은 버전 5.70부터 ACE 지원을 중단했으며, 유사한 제품들도 뒤를 따르고 있다.

## 같이 보기
- 압축 포맷 비교
- 압축 소프트웨어의 비교
- 파일 형식 목록